# Comuna Topliceni, Buzău
Topliceni (în trecut, Zgârciți) este o comună în județul Buzău, Muntenia, România, formată din satele Băbeni, Ceairu, Dedulești, Gura Făgetului, Poșta, Răducești și Topliceni (reședința).

## Așezare
Ea se află în nordul județului, la nord-est de Râmnicu Sărat, satele ei întinzându-se de-a lungul cursului mediu al râului Râmnicu Sărat, în amonte de oraș. Comuna este traversată de șoseaua națională DJ203H, care o leagă spre sud-vest de Valea Râmnicului (DN2, lângă Râmnicu Sărat), și spre nord-est de Buda și Dumitrești (județul Vrancea).

## Demografie
Componența etnică a comunei Topliceni
     Români (82,49%)
     Romi (10,84%)
     Alte etnii (0,1%)
     Necunoscută (6,57%)
Componența confesională a comunei Topliceni
     Ortodocși (90,9%)
     Adventiști (1,98%)
     Alte religii (0,28%)
     Necunoscută (6,85%)
Conform recensământului efectuat în 2021, populația comunei Topliceni se ridică la 3.987 de locuitori, în scădere față de recensământul anterior din 2011, când fuseseră înregistrați 4.080 de locuitori. Majoritatea locuitorilor sunt români (82,49%), cu o minoritate de romi (10,84%), iar pentru 6,57% nu se cunoaște apartenența etnică. Din punct de vedere confesional, majoritatea locuitorilor sunt ortodocși (90,9%), cu o minoritate de adventiști (1,98%), iar pentru 6,85% nu se cunoaște apartenența confesională.

## Politică și administrație
Comuna Topliceni este administrată de un primar și un consiliu local compus din 13 consilieri. Primarul, Viorel Panțuru[*], de la Partidul Social Democrat, este în funcție din 2008. Începând cu alegerile locale din 2024, consiliul local are următoarea componență pe partide politice:
|  | Partid                                      | Consilieri | Componența Consiliului | Componența Consiliului | Componența Consiliului | Componența Consiliului | Componența Consiliului | Componența Consiliului | Componența Consiliului | Componența Consiliului | Componența Consiliului |
|  | ------------------------------------------- | ---------- | ---------------------- | ---------------------- | ---------------------- | ---------------------- | ---------------------- | ---------------------- | ---------------------- | ---------------------- | ---------------------- |
|  | Partidul Social Democrat                    | 9          |                        |                        |                        |                        |                        |                        |                        |                        |                        |
|  | Partidul Național Liberal                   | 2          |                        |                        |                        |                        |                        |                        |                        |                        |                        |
|  | Alianța pentru Unirea Românilor             | 1          |                        |                        |                        |                        |                        |                        |                        |                        |                        |
|  | Partidul Democrației și Solidaritații-Demos | 1          |                        |                        |                        |                        |                        |                        |                        |                        |                        |

## Istorie
La sfârșitul secolului al XIX-lea, comuna purta numele de Zgârciți, era reședința plășii Râmnicul de Sus a județului Râmnicu Sărat și era formată din cătunele Zgârciți, Topliceni, Cristinești, Poșta, Dărâmați și Plevna, cu o populație totală de 1770 de locuitori. În comună funcționau 5 mori de apă, 2 fierăstraie, o moară cu aburi, o mașină de treierat, o școală mixtă și 5 biserici ortodoxe. Pe teritoriul actual al comunei mai funcționau, în aceeași plasă, și comunele Băbeni și Dedulești. Comuna Băbeni avea în componență cătunele Băbeni, Draghești și Răducești, cu o populație totală de 1034 de locuitori; aici funcționau 2 biserici — una în Băbeni, zidită în 1703 de către Dotie sin Nică, și care deținea la rândul ei o moară; și o alta în Draghești, zidită în 1747 — o școală de băieți cu 36 de elevi. Comuna Dedulești avea cu o populație de 1007 locuitori și în ea funcționau o biserică zidită în 1792 de arhimandritul Iacob, fostă biserică a mănăstirii Dedulești; o școală de băieți cu 36 de elevi, fondată în 1874 și care funcționa în casele fostei mănăstiri; precum și o cojocărie, o potcovărie, trei măcelării, 27 de rotării, 3 mori și o pivă.
În 1925, comuna făcea parte din plasa Orașul și avea în componență satele Sgârciți-Topliceni, Dărmănești, Plevna, Poșta și cătunul Bărăști. Comunele Dedulești și Băbeni făceau parte din plasa Dumitrești; Dedulești avea în unicul său sat 1336 de locuitori. Comuna Băbeni avea în satele Băbeni, Drăghești și Rădulești 1300 de locuitori.
Numele de Topliceni a fost luat de comună în 1931; tot atunci, comuna Dedulești a fost desființată și inclusă în comuna Băbeni, acesteia adăugându-i-se și satul Gura Făgetului. Ulterior, comuna Dedulești avea să reapară, dar existența ei avea să fie din nou scurtă.
În 1950, comunele au fost incluse în raionul Râmnicu Sărat al regiunii Buzău și apoi (după 1952) al regiunii Ploiești. În 1968, comunele au fost comasate, în comuna Topliceni, satul Drăghești fiind desființat și inclus în satul Băbeni.

## Monumente istorice
În comuna Topliceni se află mănăstirea Dedulești din satul Dedulești, mănăstire care datează de la 1620, monument istoric de arhitectură de interes național. Ansamblul ei cuprinde biserica „Pogorârea Sfântului Duh” și turnul fortificat.
În rest, în comună mai există alte trei obiective incluse în lista monumentelor istorice din județul Buzău ca monumente de interes local, toate ca monumente de arhitectură. Acestea sunt biserica „Înălțarea Domnului” (secolul al XVIII-lea) din satul Băbeni; biserica „Adormirea Maicii Domnului” și „Sfântul Nicolae” (1747) din același sat; și ruinele bisericii „Sfântul Ioan Damaschin” (1709) din satul Poșta.